# Adamowice (Strzelce Opolskie)
Adamowice (deutsch: Adamowitz) ist ein Stadtteil von Strzelce Opolskie (Groß Strehlitz) und zugleich Schulzenamt der Gmina Strzelce Opolskie in Polen.

## Geschichte
Der Ort wurde am 29. März 1235 erstmals urkundlich erwähnt. 1235 schenkte Herzog Ladislaus von Oppeln den Ort dem Ritter Adam von Kukor, nach dem der Ort benannt wurde. 1408 wurde Adamowitz das Eigentum von Nicolaus Sittke, dem Kustos der Kollegiatkirche in Oberglogau. Doch noch im selben Jahr verkaufte er es weiter an Nicolaus Weichonis, dem Pfarrer von Groß Strehlitz. Seitdem war der Ort durchgängig im Besitz der Pfarrei Groß Strehlitz.
Der Ort wurde 1783 im Buch Beyträge zur Beschreibung von Schlesien als Adamowitz und Adamsdorf erwähnt, gehörte dem Pfarrer von Groß Strehlitz und lag im Kreis Groß Strehlitz des Fürstentums Oppeln. Damals hatte er 157 Einwohner, ein herrschaftliches Vorwerk, 14 Bauern, 16 Gärtner und einen Häusler. 1865 bestand Adamowitz aus einem Rittergut, einem Dorf und aus einem Weiler. Das Dorf hatte zu diesem Zeitpunkt elf Bauern, 48 Häusler und 67 Einlieger, sowie einen Kretschmer (Gastwirt) und sieben Professionisten. Die Bewohner waren nach Groß Strehlitz eingepfarrt und eingeschult. Im Weiler (Kolonie Adamowitz) lebten 14 Häusler. 1885 hatte Adamowitz 939 Einwohner.
Bei der Volksabstimmung in Oberschlesien am 20. März 1921 stimmten 297 Wahlberechtigte für einen Verbleib Oberschlesiens bei Deutschland und 433 für eine Zugehörigkeit zu Polen. Adamowitz verblieb beim Deutschen Reich. Am 25. September 1926 wurde Adamowitz in die Stadt Groß Strehlitz eingemeindet.